# Ampoigné
Ampoigné est une ancienne commune française, située dans le département de la Mayenne en région Pays de la Loire, peuplée de 553 habitants.
Elle est, ainsi que sa voisine Laigné, une commune déléguée de Prée-d'Anjou depuis le 1er janvier 2018.
La commune fait partie de la province historique de l'Anjou (Haut-Anjou).

## Géographie
La commune est située dans le sud-Mayenne.

## Toponymie
Graphies anciennes : de Amponiaco (XIe), de Ampugneio (XIIe), Ampongné (1622).
On reconnaît, avec la finale -é un nom de propriété formé avec le suffixe -acus.
Selon A. Dauzat il s'agit d'un nom de personne romain, Amponius, dérivé de Ampius (nom effectivement attesté en latin).
Pour Jacques Lacroix, il s'agirait plutôt d'un théonyme (nom d'un domaine consacré à une divinité) d'origine gauloise : Ampoigné ferait partie de la longue série des lieux évoquant la déesse Epona, "la maîtresse des chevaux", qui jalonnent les voies de communication. On peut penser ici à la voie reliant Angers à Rennes.

## Histoire
La commune faisait partie de la sénéchaussée angevine de Château-Gontier dépendante de la sénéchaussée principale d'Angers depuis le Moyen Âge jusqu'à la Révolution française. 
En 1790, lors de la création des départements français, une partie du Haut-Anjou a formé le sud mayennais sous l'appellation de Mayenne angevine.

## Politique et administration

### Administration actuelle
Depuis le 1er janvier 2018 Ampoigné constitue une commune déléguée au sein de la commune nouvelle de Prée-d'Anjou, et dispose d'un maire délégué. 
| Période      | Période  | Identité       | Étiquette | Qualité |
| ------------ | -------- | -------------- | --------- | ------- |
| janvier 2018 | En cours | Serge Guilaumé |           |         |

### Administration ancienne
| Période                                  | Période          | Identité               | Étiquette | Qualité     |
| ---------------------------------------- | ---------------- | ---------------------- | --------- | ----------- |
| avant 1885                               |                  | Prosper Léon Jousselin |           | Médecin     |
| 1989 (?)                                 | mars 2008        | Raymond Gautrais       |           | Agriculteur |
| mars 2008                                | 31 décembre 2017 | Serge Guilaumé         | SE        | Agriculteur |
| Les données manquantes sont à compléter. |                  |                        |           |             |

## Population et société

### Démographie
En 2021, la commune comptait 553 habitants. Depuis 2004, les enquêtes de recensement dans les communes de moins de 10 000 habitants ont lieu tous les cinq ans (en 2005, 2010, 2015, etc. pour Ampoigné) et les chiffres de population municipale légale des autres années sont des estimations.
| 1793 | 1800 | 1806 | 1821 | 1831 | 1836 | 1841 | 1846 | 1851 |
| ---- | ---- | ---- | ---- | ---- | ---- | ---- | ---- | ---- |
| 727  | 819  | 860  | 775  | 783  | 850  | 854  | 902  | 881  |

| 1856 | 1861 | 1866 | 1872 | 1876 | 1881 | 1886 | 1891 | 1896 |
| ---- | ---- | ---- | ---- | ---- | ---- | ---- | ---- | ---- |
| 853  | 887  | 841  | 815  | 791  | 800  | 808  | 806  | 801  |

| 1901 | 1906 | 1911 | 1921 | 1926 | 1931 | 1936 | 1946 | 1954 |
| ---- | ---- | ---- | ---- | ---- | ---- | ---- | ---- | ---- |
| 781  | 796  | 793  | 697  | 661  | 604  | 647  | 685  | 629  |

| 1962 | 1968 | 1975 | 1982 | 1990 | 1999 | 2005 | 2010 | 2015 |
| ---- | ---- | ---- | ---- | ---- | ---- | ---- | ---- | ---- |
| 568  | 502  | 440  | 406  | 385  | 421  | 520  | 558  | 563  |

| 2018 | - | - | - | - | - | - | - | - |
| ---- | - | - | - | - | - | - | - | - |
| 565  | - | - | - | - | - | - | - | - |

### Activité et manifestations
- Festival d'harmonica : première édition en 2015, le dernier week-end de mai[10].

## Culture locale et patrimoine

### Lieux et monuments
- Château d'Ampoigné appelé aussi château de la Cour.
- Château de la Chevrollière.
- Grange seigneuriale de Chéripeau.
- Église Saint-Jean-Baptiste.

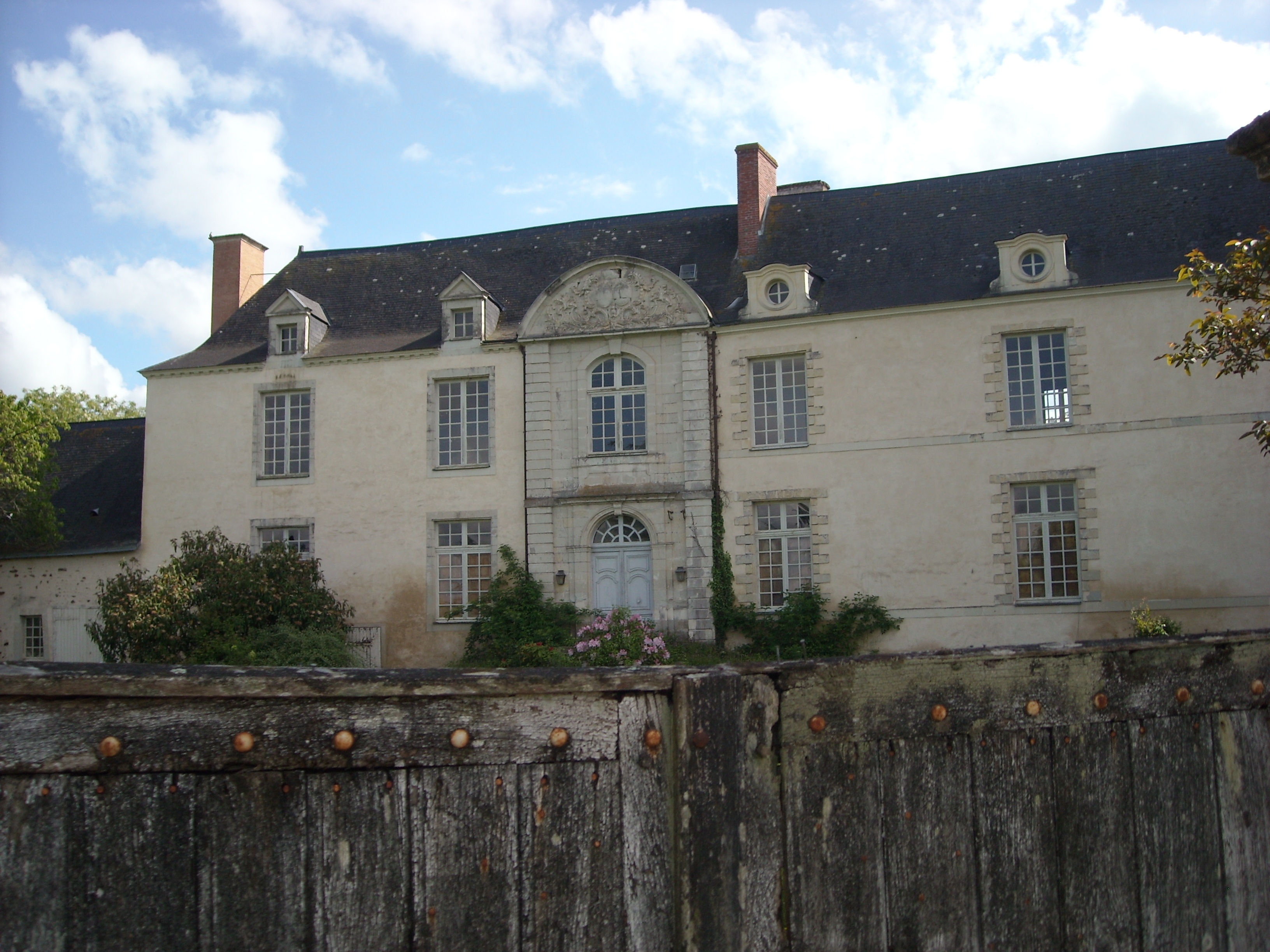
Le château de la Cour.
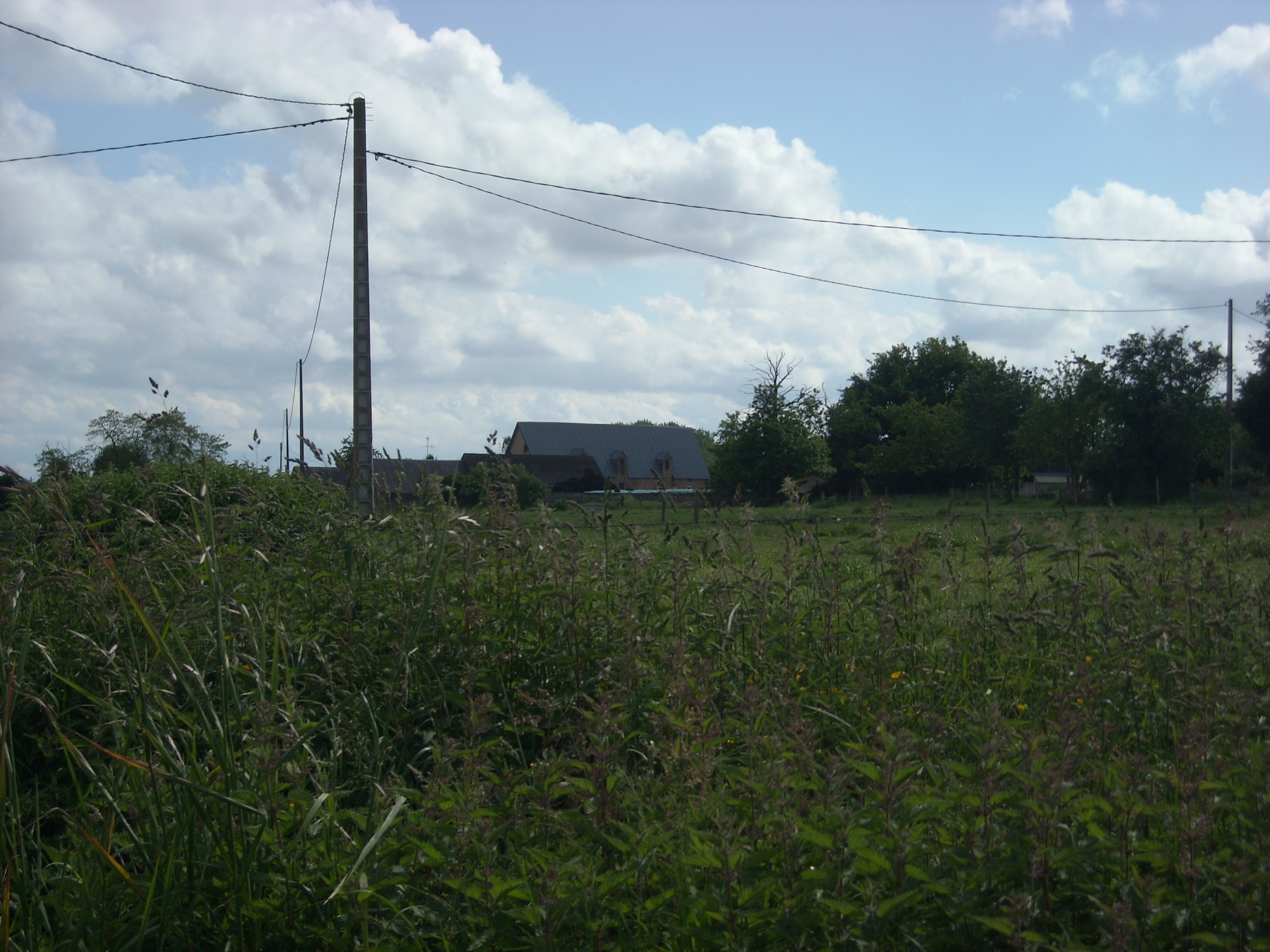
La grange seigneuriale de Chéripeau.
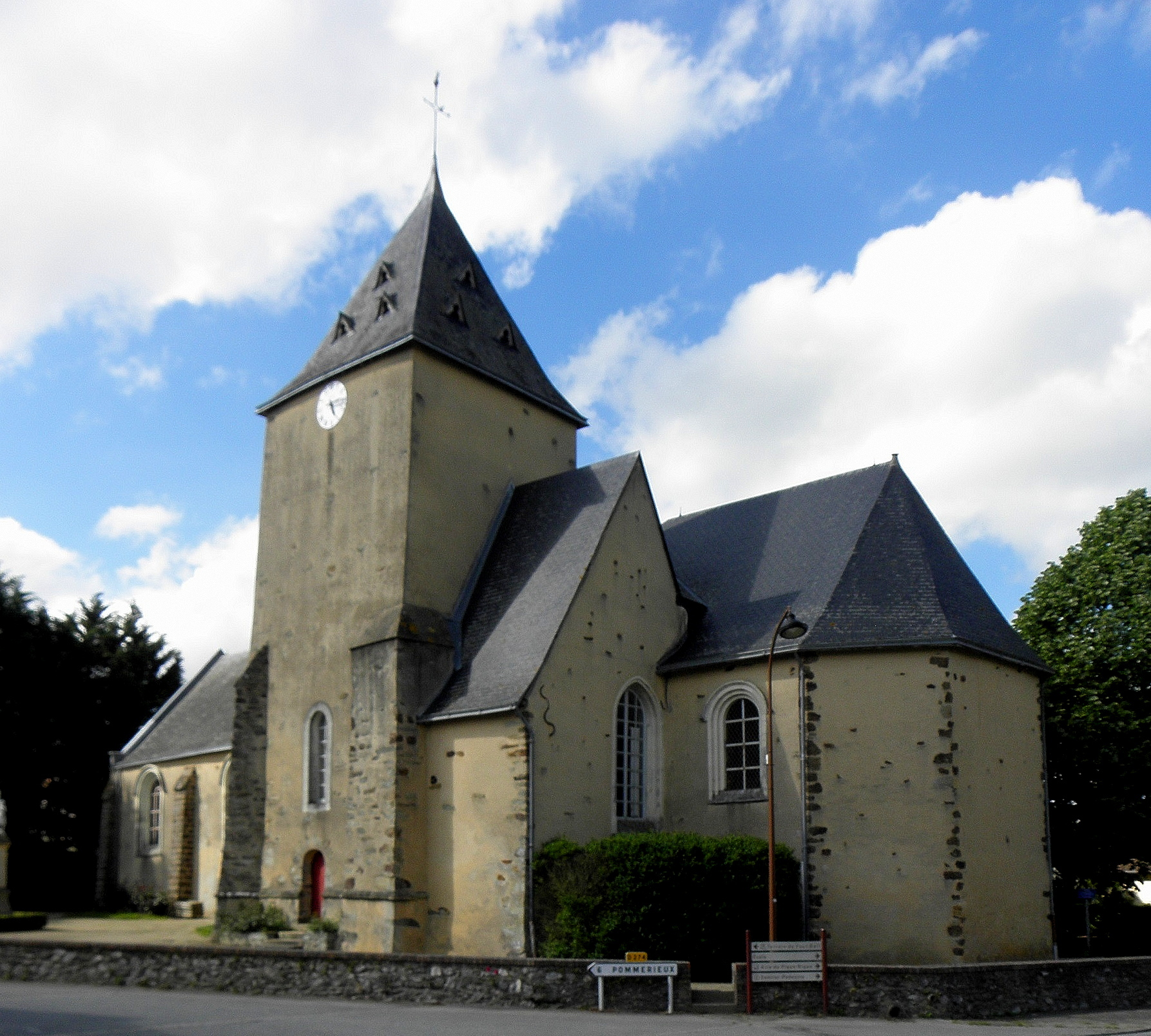
L'église paroissiale Saint-Jean-Baptiste.
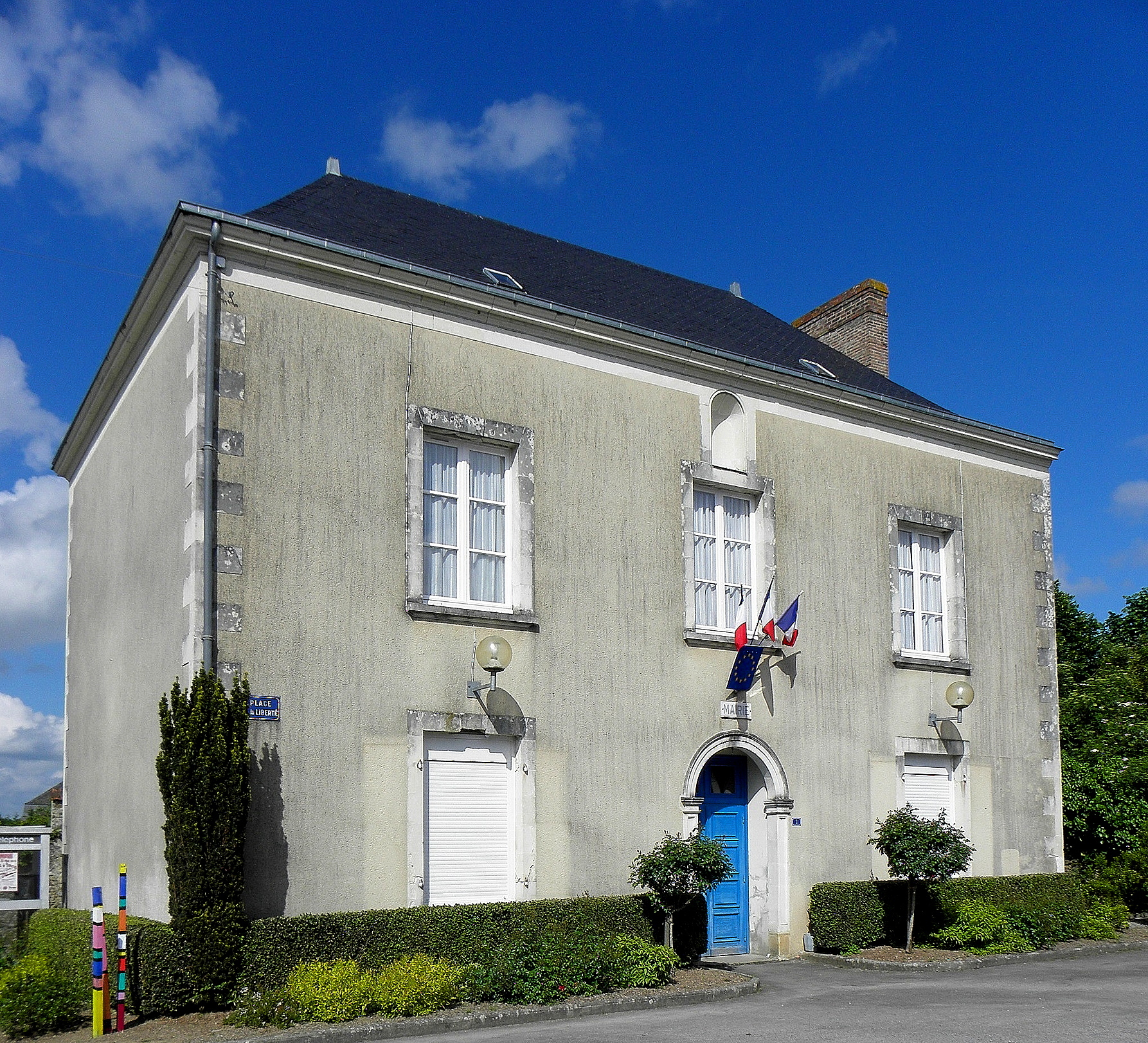
La mairie.

### Légende
- Mine d'or du château d'Ampoigné.

### Personnalités liées à la commune
- Guillaume d'Avaugour, serviteur de Charles VII, lié au château d'Ampoigné.
- Antoine de la Garanderie (né et enterré à Ampoigné), pédagogue et philosophe.